# Erik V. Petersen
Kriminalpolitibetjent Erik Viktor Petersen (1. november 1902 – 19. april 1945) var chef for Schalburgkorpsets efterretningstjeneste (ET) og leder af HIPO.

## Familie, bopæle og erhverv
Han blev født den 1. november 1902 i Skt. Pauls Sogn i København som søn af den ugifte Elisabeth Andersen, født 7. oktober 1879 i Aalborg og blev adopteret ved kongelig bevilling af 10. marts 1903 af snedkermester Hans Pedersen og hustru Birthe Johanne, født Hansen.
Ved folketællingerne i 1911, 1916, 1921 og 1925 havde han bopæl hos sine forældre i Hornbækgade 9, 1. sal, på Nørrebro. I 1925 var hans erhverv opgivet som snedkersvend.    
Han blev gift 22. maj 1928 i Grøndals Sogn med Camilla Hilda Thim, født i Simeons Sogn 1. marts 1907.
Ved folketællingen i 1930 var han opført som politibetjent ved Københavns Politi med bopæl på Vestervang 43, Valby. Året forinden havde familien bopæl i Valkyriegade 19, 2. sal, på Nørrebro.
Ægteparret fik 22. marts 1931 i Gentofte datteren Aase Lis Pedersen. Han var på det tidspunkt politibetjent med bopæl på Vestervang 57 i Valby.
Ved folketællingen i november 1940 boede han på Tirsbækvej 1, stuen, i Vanløse med sin hustru og datter og med stillingsbetegnelse som opdagelsesbetjent ved Københavns Politi. I forbindelse med en ansøgning i maj 1942 om forfremmelse til en mellemlederstilling i politiet (politiassistent) oplyste han, at han var separeret fra ægtefællen.
Ved sin død i april 1945 var hans registrerede bopæl Puggaardsgade 5, tæt ved Politigården.

## Medlemskab af DNSAP
Han blev indmeldt i Danmarks national-socialistiske Arbejder-Parti som medlem nr. 6941 den 15. oktober 1940 og var i november 1940 medstifter af De national-socialistiske Politigrupper, der som faggruppe under DNSAP skulle virke for de nazistiske politifolks interesser. Han havde da allerede i en årrække under dæknavnet "Grün" fungeret som agent for den tyske efterretningstjeneste i København. Han var medlem af Dansk-Tysk Forening (fra 1940) og Nordische Gesellschaft (fra 1942) og kom i National Studenter Aktion. Den 20. april 1944 blev han ekskluderet af DNSAP med henvisning til, at han havde indkaldt andre partimedlemmer på Politigården og opfordret dem til at udmelde sig af partiet.

## Tjeneste i Schalburgkorpset og HIPO
Erik V. Petersen var opdagelsesbetjent ved Københavns Politi og havde siden begyndelsen af 1930’erne været formand for Politiets Sprogforening med tysk som speciale, men nedlagde sit formandshverv, da der i 1943 blev advaret mod ham i en række af modstandsbevægelsens blade. I april 1944 figurerede han som én af 12 personer på en liste med fotos af "Danske Stikkere på Dagmarhus", offentliggjort af De frie Danske.
Han overtog i samme måned ledelsen af Efterretningstjenesten (ET) under Schalburgkorpset, der på det tidspunkt stadig befandt sig i Frimurerlogen, og som systematiserede den danske side af den modterror, som besættelsesmagten iværksatte over for modstandsbevægelsen. Han arbejdede tilbagetrukket under dæknavnet Svend Petersen - i daglig tale bare "SP" - og havde en stor kontaktflade i det dansk-nazistiske miljø, hvor han var kendt som en levemand, der satte pris på spiritus og kvinder.
Dagen efter besættelsesmagtens opløsning af det danske politi den 19. september 1944 blev han set i selskab med fremtrædende tyskere og blev samme dag af politigeneral Pancke udnævnt til chef for Hipokorpset (HIPO) med rang af kaptajn i Schalburgkorpset. Efterretningstjenesten under Schalburgkorpset var fra foråret 1944 blevet udbygget, så den i februar 1945 omfattede ti afdelinger med Erik Viktor Petersen som chef for den samlede stab.
Han havde sine kontorer i Dahlerupsgade 1, 3. sal, lige bagved Shellhuset med firmanavnet ”Seidenfaden & Co.” på døren, mens stabens øvrige medlemmer holdt til på Politigården. Hans sekretær - og elskerinde - var Cathinca B.F. Lieder, der var søster til Helga von Schalburg, enke efter kommandøren for Frikorps Danmark, C.F. von Schalburg, og som blev likvideret af modstandsbevægelsen 1. marts 1945 i en lejlighed på Fridtjof Nansens Plads. Hver dag indfandt lederne af de forskellige afdelinger sig hos ham for at aflægge rapport om det illegale arbejde, ikke mindst blandt de politibetjente, som var gået under jorden den 19. september 1944. På grundlag af disse informationer traf man beslutninger om mord og andre terrorhandlinger med sigte på at imødegå modstandsbevægelsens voksende aktiviteter.
Erik V. Petersen medvirkede til dannelsen af Svend Staal-gruppen bestående af nationalsocialistisk indstillede politifolk omkring
Poul Otto Ditlev Nielsen fra Station Under Elmene på Amager, der i august 1943 var begyndt på egen hånd at registrere den politiske indstilling og holdning til modstandsbevægelsen hos politikolleger, og som efterhånden fik samlet en håndfuld ligesindede, som han én for én præsenterede for ET-chefen, der således fik et redskab til at infiltrere dansk politi. Erik V. Petersen koordinerede desuden de danske terrorgrupper: Lille-Jørgen-gruppen, Birkedal-Hansen-gruppen og Schiøler-gruppen, der under ledelse af Ib Gerner Ibsen regnes som en af besættelsestidens mest bestialske terrorbander.
Erik V. Petersen var en nøglefigur i opbygningen af de grupper af varulve, som efter krigen skulle fortsætte terroren. Han fremskaffede personligt med originale blanketter og formularer falske identitetspapirer til gruppernes medlemmer, og han fandt omkring 50 egnede emner i HIPO-korpset, der kunne sendes til Tyskland for at modtage undervisning i udførelse af sabotage og partisankrig.

## Likvidering
Erik V. Petersen stod i månedsvis meget højt på listen over personer, som modstandsbevægelsen ønskede likvideret. Det lykkedes først den 19. april 1945, hvor han blev likvideret med fem skud i hovedet, da han lidt over klokken 8 om morgenen forlod sit opholdssted i Ny Kongensgade 10 til fods og var nået det korte stykke frem til hjørnet af Vester Voldgade.
Likvideringen blev foretaget af den 22-årige stud.polit. Søren Hoff (1922-2018), der under dæknavnet ”Hannibal” var medlem af en gruppe i Holger Danske og under besættelsen foretog i alt fire likvideringer.
| Citat | Telefonarbejdere havde sat et telt op på et gadehjørne nær hans bopæl, fire af mine folk stod omkring det i arbejdstøj. Jeg stod på den anden side af gaden, også i arbejdstøj. Da han nåede teltet, går jeg roligt over gaden og giver ham fem skud i hovedet. Han faldt om oven på teltet. Jeg vendte ham om og ledte efter papirer og et våben at tage med, men turde alligevel ikke bruge tid på det og løb i stedet hen og sprang på en linie 5. | Citat |
|       | |       |

Repressalier fra tysk side kom som ventet omgående. Likvideringen af HIPO-chefen udløste en storstilet modterrorbølge med talrige schalburgtager og adskillige clearingmord det følgende døgn over hele København og er gået over i historien som ”bombenatten”.
Ledelsen af HIPO-korpset overgik efter hans død til Octavius Norreen.